# Dustin Farnum
Dustin Lancy Farnum (ur. 27 maja 1874 w Hampton Beach, stan New Hampshire, zm. 3 lipca 1929 w Nowym Jorku) – amerykański aktor kina niemego , wokalista i tancerz.
8 lutego 1960 otrzymał własną gwiazdę w Alei Gwiazd w Los Angeles znajdującą się przy 6635 Hollywood Boulevard.

## Życiorys
Urodził się w Hampton Beach w New Hampshire jako syn pary aktorskiej – Clary Adele Atwood i Greenleafa Dustina Farnuma. Miał dwóch młodszych braci – Williama (1876–1953) i Marshala Perkinsa „Dinga” (1879–1917). 
W 1899 po raz pierwszy wystąpił na Broadwayu w roli Francisa Ronyane’a w przedstawieniu Romans z Athlone. Po wielkim sukcesie w wielu rolach scenicznych, Farnum dostał swoją pierwszą rolę filmową jako Robert Clay w dramacie Żołnierze fortuny (Soldiers of Fortune, 1914) u boku Wallace’a Beery’ego, a później został obsadzony w roli kapitana Jamesa Wynnegate’a alias Jima Carstona w westernie Cecila B. DeMille’a Mąż Indianki (The Squaw Man, 1914).
Zmarł 3 lipca 1929 roku w Post Graduate Hospital (obecnie NYU Langone Health) na Manhattanie na niewydolność nerek w wieku 55 lat.